# Проскуринский сельсовет
Проскуринский сельсовет — муниципальное образование в Бузулукском районе Оренбургской области.
Административный центр — село Проскурино.

## Административное устройство
В состав сельского поселения входят 3 населённых пункта:
- село Проскурино,
- село Новодубовка,
- посёлок Краснодольский.

## Достопримечательности
- Храм Архангела Михаила.
- Памятник природы — Верхнедомашкинские овраги.